# Ostatnia szansa (serial telewizyjny)
Ostatnia szansa (kor. 라스트, MOCT: Laseuteu, ang. Last) – południowokoreański serial telewizyjny z 2015 roku oparty na webtoonie o tym samym tytule autorstwa Kang Hyung-kyu, emitowany na antenie JTBC. Serial emitowany był w piątki i soboty o 20:40 od 24 lipca do 12 września 2015 roku, liczy 16 odcinków.

## Opis fabuły
Jang Tae-ho (Yoon Kye-sang) jest odnoszącym sukcesy człowiekiem, który świetnie potrafi lawirować w świecie finansów.
Jednakże jego pozornie niezawodna umowa finansowa nie wypala, co prowadzi go do utraty 350 mln wonów i śmierci jego partnera biznesowego. Znajdując się w rozpaczliwej sytuacji i by uciec przed lichwiarzami i schodzi do podziemia Seulu. Odkrywa tajne stowarzyszenie osób bezdomnych żyjących wewnątrz stacji Seul, którzy mają swoją własną hierarchię i ścisłe zasady. Tae-ho przysięga dowiedzieć się, co poszło nie tak z jego umową, odbić się od dna i odzyskać swoją dawną pozycję.

## Obsada

### Główna
- Yoon Kye-sang jako Jang Tae-ho
- Lee Beom-soo jako Kwak Heung-sam
- Seo Ye-ji as jako Na-ra
- Park Won-sang jako Ryu Jong-gu
- Park Ye-jin jako Seo Mi-joo

### Podziemie
- Gong Hyung-jin jako Cha Hae-jin
- Jung Jong-joon jako Jung Hoi-jang
- Ahn Se-ha jako Gong Young-chil
- Kim Ji-hoon jako Oh Ship-jang
- Kim Hyung-kyu jako Samagwui (Modliszka)
- Lee Cheol-min jako Doksa (Jadowity Wąż)
- Jang Won-young jako Ageo (Krokodyl)
- Kim Young-woong jako Sierżant Bae
- Kim Ki-chun jako Pan Yang
- Park Jae-woon jako Ddeokdae (Duży)
- Go In-bum jako podsekretarz Moon
- Park Ji-il
- Lee Gyu-sub
- Lee Sul-goo
- Lee Doo-kyung

### Gościnnie wystąpili
- Park Hyuk-kwon jako Park Min-soo
- Yoon Je-moon jako Jakdoo (Kosiarz)
- Jo Jae-yoon jako Baemnun (Wężowe Oczy)

## Oglądalność
| No. | Data emisji | Oglądalność | Oglądalność |
| No. | Data emisji | AGB Nielsen | TNmS        |
| --- | ----------- | ----------- | ----------- |
| 1   | 2015.07.24  | 1,364%      | 1,3%        |
| 2   | 2015.07.25  | 1,152%      | 1,3%        |
| 3   | 2015.07.31  | 1,428%      | 1,3%        |
| 4   | 2015.08.01  | 0,969%      | 1,1%        |
| 5   | 2015.08.07  | 1,384%      | 1,4%        |
| 6   | 2015.08.08  | 1,276%      | 1,2%        |
| 7   | 2015.08.14  | 1,548%      | 1,1%        |
| 8   | 2015.08.15  | 1,469%      | 1,1%        |
| 9   | 2015.08.21  | 1,551%      | 1,4%        |
| 10  | 2015.08.22  | 1,629%      | 1,5%        |
| 11  | 2015.08.28  | 1,826%      | 1,2%        |
| 12  | 2015.08.29  | 1,549%      | 1,3%        |
| 13  | 2015.09.04  | 1,553%      | 1,4%        |
| 14  | 2015.09.05  | 1,500%      | 1,9%        |
| 15  | 2015.09.11  | 1,749%      | 1,7%        |
| 16  | 2015.09.12  | 2,203%      | 2,0%        |

## Emisja za granicą
- Japonia: KNTV (od 1 lutego do 22 marca 2016)[4]
- Serial jest dostępny, pt. Ostatnia szansa, za pośrednictwem platformy Netflix z napisami w różnych językach, w tym polskim[5].